# Benediktinerabtei Tournay

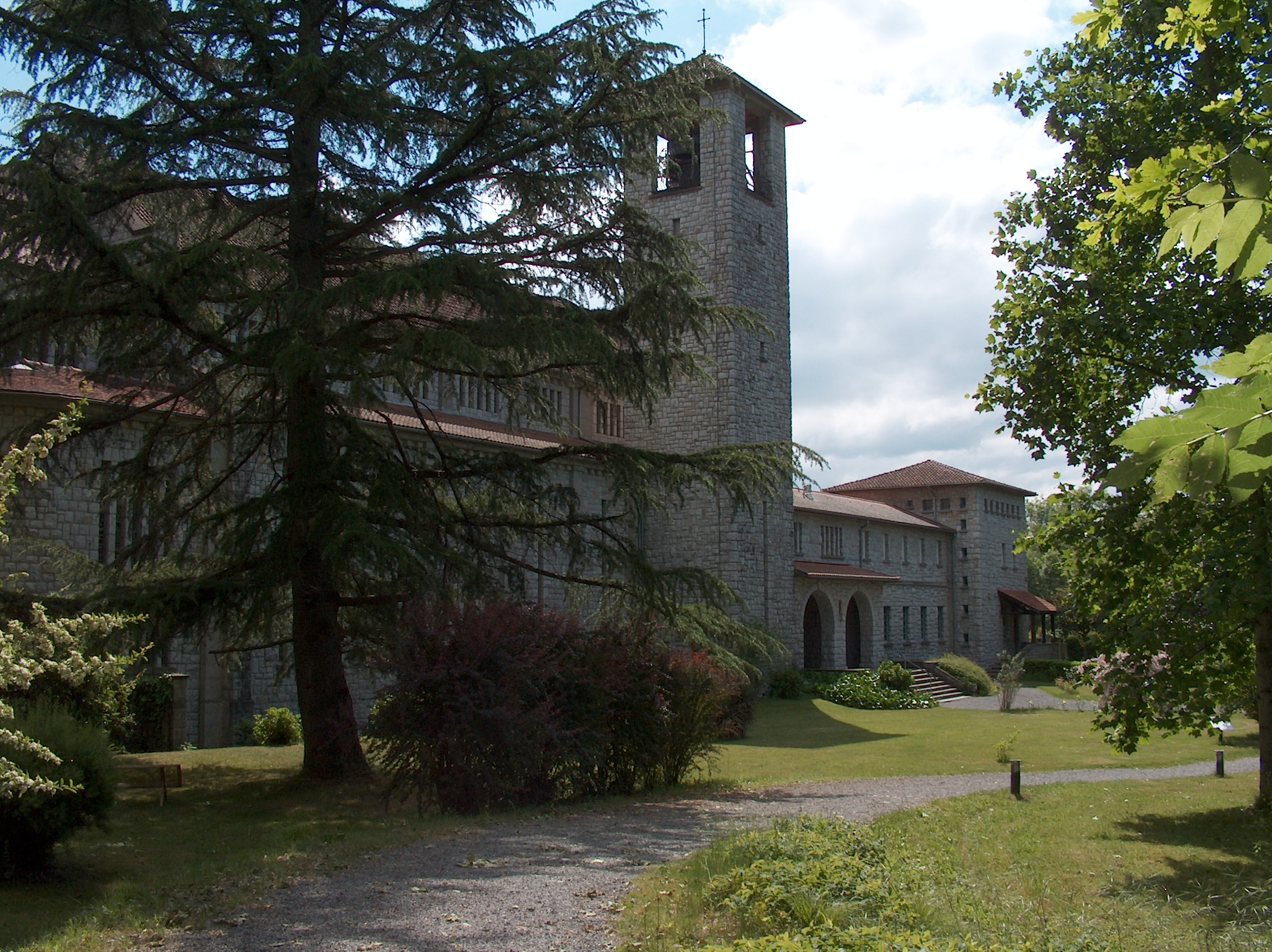

Die Benediktinerabtei Tournay ist ein Benediktinerkloster in der französischen Gemeinde Tournay im Département Hautes-Pyrénées. Die Abtei gehört der französischen Provinz der Kongregation von Subiaco und Montecassino an. Tournay ist nicht mit dem belgischen Tournai zu verwechseln.

## Geschichte
Das benediktinische Doppelkloster in Dourgne, bestehend aus Sankt Benedikt En-Calcat und Sankt Scholastica, gründete 1932/1934 in Madiran ein Doppelkloster, dessen männlicher Teil dort auf die Dauer nicht tragbar war und 1952/1954 nach Tournay umzog, wo 1951 bis 1964 in einer Flussschleife des Arros die Benediktinerabtei Notre-Dame de Tournay errichtet wurde (Architekt: Jacques de Saint-Rapt). 1958 wurde die Klosterkirche eingeweiht.
Erzbischof Manuel da Silveira d’Elboux von Curitiba in Brasilien förderte eine Tochtergründung in Curitiba, die 1970 nach Goiás Velho (derzeit Mosteiro da Anunciação do Senhor der Fraternidade da Anunciação do Senhor, nicht Mitglied der Brasilianischen Kongregation) umzog. 1968 verließ der aus Brasilien zurückkehrende Gérard Calvet Tournay und gründete 1981 die Benediktinerabtei Barroux. Derzeit wird das Kloster Tournay von 20 Mönchen bewohnt.
Das Kloster veröffentlichte unter dem Titel Notre-Dame 291 Nummern eines Bulletins (von 1951 bis 2016).